# Justin Faulk
Ne doit pas être confondu avec Justin Falk.
Justin Faulk (né le 20 mars 1992 à South Saint Paul, État du Minnesota aux États-Unis) est un joueur professionnel américain de hockey sur glace. Il évolue au poste de défenseur.

## Biographie

### Carrière en club
Faulk évolue avec les équipes de développement de USA Hockey lorsqu'il est choisi au deuxième tour en trente-septième position par les Hurricanes de la Caroline au cours du repêchage d'entrée dans la LNH 2010. Il remporte le championnat NCAA 2011 avec les Bulldogs de Minnesota-Duluth. Il passe professionnel la même année avec les Checkers de Charlotte, club ferme des Hurricanes dans la Ligue américaine de hockey. 
Le 7 octobre 2011, il débute dans la LNH face au Lightning de Tampa Bay. Il marque son premier point en carrière, une assistance, contre les Maple Leafs de Toronto lors de sa cinquième partie, le 20 novembre. Le 9 décembre, il marque son premier but face aux Jets de Winnipeg et leur gardien Chris Mason.
Le 24 septembre 2019, il est échangé aux Blues de Saint-Louis avec un choix de 5e tour en 2020 en retour de Joel Edmundson, Dominik Bokk et un choix de 7e tour en 2021.

### Carrière internationale
Il représente les États-Unis au niveau international. Il a participé aux sélections jeunes.

## Statistiques

### En club
| Saison     | Équipe                       | Ligue      |     | Saison régulière | Saison régulière | Saison régulière | Saison régulière | Saison régulière |   | Séries éliminatoires | Séries éliminatoires | Séries éliminatoires | Séries éliminatoires | Séries éliminatoires |
| Saison     | Équipe                       | Ligue      | PJ  | B                | A                | Pts              | Pun              | PJ               | B | A                    | Pts                  | Pun                  |                      |                      |
| 2007-2008  | South St. Paul               | USHS       | 26  | 6                | 15               | 21               | 32               | -                | - | -                    | -                    | -                    |                      |                      |
| 2008-2009  | USNTDP -18 ans               | NAHL       | 38  | 3                | 9                | 12               | 20               | -                | - | -                    | -                    | -                    |                      |                      |
| 2008-2009  | USNTDP -17 ans               | USDP       | 26  | 9                | 12               | 21               | 35               | -                | - | -                    | -                    | -                    |                      |                      |
| 2008-2009  | USNTDP -18 ans               | USDP       | 1   | 0                | 0                | 0                | 0                | -                | - | -                    | -                    | -                    |                      |                      |
| 2009-2010  | USNTDP -18 ans               | USHL       | 21  | 9                | 3                | 12               | 46               | -                | - | -                    | -                    | -                    |                      |                      |
| 2009-2010  | USNTDP -18 ans               | USDP       | 60  | 21               | 12               | 33               | 66               | -                | - | -                    | -                    | -                    |                      |                      |
| 2010-2011  | Bulldogs de Minnesota–Duluth | WCHA       | 39  | 8                | 25               | 33               | 47               | -                | - | -                    | -                    | -                    |                      |                      |
| 2010-2011  | Checkers de Charlotte        | LAH        | -   | -                | -                | -                | -                | 13               | 0 | 2                    | 2                    | 2                    |                      |                      |
| 2011-2012  | Hurricanes de la Caroline    | LNH        | 66  | 8                | 14               | 22               | 29               | -                | - | -                    | -                    | -                    |                      |                      |
| 2011-2012  | Checkers de Charlotte        | LAH        | 12  | 2                | 4                | 6                | 11               | -                | - | -                    | -                    | -                    |                      |                      |
| 2012-2013  | Checkers de Charlotte        | LAH        | 31  | 5                | 19               | 24               | 16               | -                | - | -                    | -                    | -                    |                      |                      |
| 2012-2013  | Hurricanes de la Caroline    | LNH        | 38  | 5                | 10               | 15               | 15               | -                | - | -                    | -                    | -                    |                      |                      |
| 2013-2014  | Hurricanes de la Caroline    | LNH        | 76  | 5                | 27               | 32               | 37               | -                | - | -                    | -                    | -                    |                      |                      |
| 2014-2015  | Hurricanes de la Caroline    | LNH        | 82  | 15               | 34               | 49               | 30               | -                | - | -                    | -                    | -                    |                      |                      |
| 2015-2016  | Hurricanes de la Caroline    | LNH        | 64  | 16               | 21               | 37               | 27               | -                | - | -                    | -                    | -                    |                      |                      |
| 2016-2017  | Hurricanes de la Caroline    | LNH        | 75  | 17               | 20               | 37               | 32               | -                | - | -                    | -                    | -                    |                      |                      |
| 2017-2018  | Hurricanes de la Caroline    | LNH        | 76  | 8                | 23               | 31               | 48               | -                | - | -                    | -                    | -                    |                      |                      |
| 2018-2019  | Hurricanes de la Caroline    | LNH        | 82  | 11               | 24               | 35               | 47               | 15               | 1 | 7                    | 8                    | 4                    |                      |                      |
| 2019-2020  | Blues de Saint-Louis         | LNH        | 69  | 5                | 11               | 16               | 32               | 9                | 1 | 0                    | 1                    | 2                    |                      |                      |
| 2020-2021  | Blues de Saint-Louis         | LNH        | 56  | 7                | 18               | 25               | 35               | 2                | 0 | 0                    | 0                    | 2                    |                      |                      |
| 2021-2022  | Blues de Saint-Louis         | LNH        | 76  | 16               | 31               | 47               | 43               | 12               | 1 | 7                    | 8                    | 10                   |                      |                      |
| 2022-2023  | Blues de Saint-Louis         | LNH        | 82  | 11               | 39               | 50               | 34               | -                | - | -                    | -                    | -                    |                      |                      |
| 2023-2024  | Blues de Saint-Louis         | LNH        | 60  | 2                | 28               | 30               | 39               | -                | - | -                    | -                    | -                    |                      |                      |
| Totaux LNH | Totaux LNH                   | Totaux LNH | 902 | 126              | 300              | 426              | 448              | 38               | 3 | 14                   | 17                   | 18                   |                      |                      |

### En équipe nationale
| Année | Compétition                          |    | PJ | B | A | Pts | Pun | +/-                |  | Résultat |
| 2010  | Championnat du monde moins de 18 ans | 7  | 1  | 3 | 4 | 6   | +8  | Médaille d'or      |  |          |
| 2011  | Championnat du monde junior          | 6  | 1  | 3 | 4 | 0   | +2  | Médaille de bronze |  |          |
| 2012  | Championnat du monde                 | 8  | 4  | 4 | 8 | 2   | +9  | Septième place     |  |          |
| 2013  | Championnat du monde                 | 10 | 0  | 6 | 6 | 2   | +1  | Médaille de bronze |  |          |
| 2014  | Jeux olympiques                      | 2  | 0  | 0 | 0 | 0   | -1  | Quatrième place    |  |          |
| 2015  | Championnat du monde                 | 10 | 0  | 3 | 3 | 4   | +5  | Médaille de bronze |  |          |

## Trophées et honneurs personnels

### WCHA
- 2010-2011 : nommé dans l'équipe des recrues
- 2010-2011 : nommé dans la troisième équipe d'étoiles

### Ligue nationale de hockey
- 2011-2012 : nommé dans l'équipe d'étoiles des recrues
- 2014-2015 : participe au 60e Match des étoiles de la LNH (1)
- 2015-2016 : participe au 61e Match des étoiles de la LNH (2)
- 2016-2017 : participe au 62e Match des étoiles de la LNH (3)